# Ernestine von Fürth
Ernestine von Fürth (* 5. Oktober 1877 in Prag, Österreich-Ungarn; † 31. Oktober 1946 in Washington, D.C.) war gründendes Mitglied im „Neuen Wiener Frauenklub“, Vorsitzende im österreichischen Frauenstimmrechtskomitee und Herausgeberin der „Zeitschrift für Frauenstimmrecht“, Vorsitzende der Rechtskommission des Bundes österreichischer Frauenvereine. Seit dem Adelsaufhebungsgesetz 1919 hieß sie Ernestine Fürth.

## Leben
Über das private Leben dieser bedeutenden Aktivistin der Frauenrechte ist relativ wenig bekannt. Ernestine Kisch, Tochter aus wohlhabender Prager Familie ehelichte den Hof- und Gerichtsadvokaten Emil von Fürth (1863–1911), der bis 1910 auch als Mitglied des Wiener Gemeinderats (Sozialpolitische Partei) tätig war. Beide traten 1905 aus dem Judentum aus. 1906 gründete Ernestine von Fürth mit Leopoldine Glöckel das Frauenstimmrechtskomitee. Die Gründung eines Frauenstimmrechtsvereins war zunächst nicht möglich, da das Gesetz Frauen die Mitgliedschaft bei Vereinen untersagte. Fürth war auch führend beteiligt an der Einberufung der  ersten österreichischen Frauenstimmrechtskonferenz in Wien im März 1912, die die Frauenstimmrechtsvereine Cisleithaniens in einem Dachverband vereinigen sollte. Ernestine von Fürth war die Mutter des Juristen und Ökonomen Josef Herbert Fürth (später Furth), eines Mitglieds des Kreises um Ludwig von Mises und Friedrich August von Hayek. Sie flüchtete 1938 gemeinsam mit ihrem Sohn, dem Ökonomen Josef Herbert Furth, in die USA.